# Ambrosio Echebarria Arroita
Ambrosio Echebarria Arroita (22 de abril de 1922 - 6 de dezembro de 2010) foi um religioso espanhol que foi bispo da Igreja Católica Romana da diocese de Barbastro-Monzón, na Espanha.